# Rouben Ambartzumian

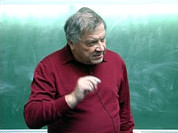
Rouben V. Ambartzumian

Rouben V. Ambarzumjan, em russo:  Рубен В. Амбарцумя; Ielabuga, 28 de outubro de 1941) é um matemático armeniano.
Filho do astrofísico Viktor Ambartsumian, cresceu em Erevan, onde viveu a maior parte do tempo. Estudou matemática a partir de 1959 na Universidade Estatal de Moscou, obtendo o diploma em 1962, com doutorado no Instituto de Matemática Steklov, orientado por Yuri Prokhorov, onde obteve a habilitação em 1975 (Doktor nauk). A partir de 1968 foi diretor do Instituto de Matemática da Academia Nacional de Ciências da República da Armênia.
Em 1992 foi durante meio ano pesquisador visitante na Universidade Temple.
Foi palestrante convidado do Congresso Internacional de Matemáticos em Vancouver (1974 - Solution of the Buffon-Sylvester problem and stereology). Recebeu o Prêmio Rollo Davidson de 1982.

## Obras
- A note on pseudo-metrics on the plane, Zeitschrift für Wahrscheinlichkeitstheorie und Verwandte Gebiete, Volume 37, 1976, p. 145–155
- com V. K. Ohanyan: Parametric versions of Hilbert´s fourth problem, Israel J. Math., Volume 103, 1998, p. 41-65
- The solution of the Buffon-Sylvester problem in {\displaystyle R^{3}},  Zeitschrift für Wahrscheinlichkeitstheorie und Verwandte Gebiete, Volume 27, 1973, p. 53-74
- Combinatorial solution of the Buffon Sylvester problem, Zeitschrift für Wahrscheinlichkeitstheorie und Verwandte Gebiete, Volume 29, 1974, p. 25-31
- Combinatorial integral geometry with applications to mathematical stereology, John Wiley & Sons, 1982
- com J.Mecke, D.Stoyan: Geometrische Wahrscheinlichkeiten und Stochastische Geometrie, Akademie Verlag, Berlim 1989
- Factorization Calculus and Geometric Probability, Encyclopedia of Mathematics and Its Applications 33, Cambridge University Press 1990
- com W. Weil (Hrsg.), Stochastic geometry, geometric statistics, stereology, Teubner Texte zur Mathematik 65, 1984